# (14641) 1998 WC6
1998 دابليو سي 6 (ويعرف أيضًا باسم (14641) 1998 دابليو سي 6 وفق تسمية الكوكب الصغير) (بالإنجليزية: 1998 WC6)‏ هو كويكب ضمن حزام الكويكبات؛ وترتيبه 14641 من حيث الاكتشاف.
اكتُشف هذا الجُرم الفلكي بواسطة هيروشي كانيدا في 18 نوفمبر 1998.

## وصلات خارجية
- (14641) 1998 WC6 في قاعدة بيانات مختبر الدفع النفاث لأجرام النظام الشمسي الصغيرة

- الاكتشاف · مخطط المدار ·  العناصر المدارية · المعلمات المادية

- (14641) 1998 WC6 على موقع ويكي سكاي: DSS2, SDSS, GALEX, IRAS, Hydrogen α, X-Ray, Astrophoto, Sky Map, Articles and images